# Borsod-Abaúj-Zemplén vármegyei labdarúgó-bajnokság (harmadosztály)
A Borsod-Abaúj-Zemplén vármegyei harmadosztály a megyében zajló bajnokságok harmadik osztálya, országos szinten hatodosztálynak felel meg. A bajnokságot a megyei szövetség írja ki, a küzdelmek a tavalyitól eltérően idén három csoportban (Észak, Dél és Kelet-Borsodi) folynak. A bajnokok a Borsod-Abaúj-Zemplén Vármegye II-ben folytathatják. Kieső csapat nincs, hiszen ez a megye legalsóbb osztálya. Ebben az osztályban csak amatőr csapatok találhatóak, melyeket a helyi önkormányzatok finanszíroznak, saját erőből nem lennének képesek működni.

## Csapatok 2018/2019
2018/2019-ben az alábbi csapatok szerepelnek a bajnokságokban:
Észak-Borsodi csoport:
| Csapat                | Település         |
| --------------------- | ----------------- |
| Alsószuha SK          | Alsószuha         |
| Borsodszentgyörgyi SE | Borsodszentgyörgy |
| Felsőtelekes KSE      | Felsőtelekes      |
| Hangony SE            | Hangony           |
| Izsófalva SE          | Izsófalva         |
| Jákfalva SE           | Jákfalva          |
| Kurityán KSC          | Kurityán          |
| Martonyi KSE          | Martonyi          |
| Nagybarcai SBE        | Nagybarca         |
| Hódoscsépány SE       | Ózd               |
| Sajókaza SE           | Sajókaza          |
| Szuhogy               | Szuhogy           |
| Trizsi SC             | Trizs             |

Dél-Borsodi csoport:
| Csapat              | Település        |
| ------------------- | ---------------- |
| Borsodivánka SE     | Borsodivánka     |
| Bükkszentkereszt SK | Bükkszentkereszt |
| Főnix SE            | Hejőszalonta     |
| Kesznyéten SE       | Kesznyéten       |
| Körömi SK           | Köröm            |
| Mályi FC            | Mályi            |
| Mezőnyárád SE       | Mezőnyárád       |
| Szirma SE-UDSC      | Miskolc          |
| Sajóládi KSE        | Sajólád          |
| Sajóörs KSE         | Sajóörs          |
| Titán SE            | Szentistván      |
| Szomolyai SE        | Szomolya         |
| Tiszapalkonya SE    | Tiszapalkonya    |

Kelet-Borsodi csoport:
| Csapat         | Település   |
| -------------- | ----------- |
| Abaújkér SE    | Abaújkér    |
| Golop KSE      | Golop       |
| Hercegkút TC   | Hercegkút   |
| Ináncs KSE     | Ináncs      |
| Keresztéte SE  | Keresztéte  |
| Megyaszó KSE   | Megyaszó    |
| Monok KKSE     | Monok       |
| Olaszliszka SE | Olaszliszka |
| Ricse ÖSE      | Ricse       |
| Szikszó SC     | Szikszó     |
| Taktaszada SE  | Taktaszada  |
| Tiszakarád SE  | Tiszakarád  |
| Vilmány HSE    | Vilmány     |